# Sarah Klang
Sarah Nova Linnéa Klang, född 26 augusti 1992 i Haga församling i Göteborg, är en svensk sångare och låtskrivare.

## Biografi
I gymnasiet sjöng Sarah Klang i ett electronicaband inspirerat av band som Coldplay och Sigur Rós. När hon gått ut skolan slutade hon med musiken men tog upp intresset igen 2016.
Sommaren 2016 släpptes hennes debutsingel ”Sleep”. Efter att ytterligare tre singlar släppts kom debutalbumet Love in the milky way år 2018, som hon skrivit tillsammans med Kevin Andersson som också producerat albumet. Samma år framträdde hon i TV-programmet På spåret vilket medförde stor uppmärksamhet. Vid Grammisgalan 2018 nominerades Sarah Klang i kategorin "Årets nykomling". Samma år framträdde hon bland annat på musikfestivalen South by Southwest i USA. Vid Grammisgalan 2019 vann hon i kategorin Årets alternativa pop. 2019 släpptes hennes andra fullängdsalbum, Creamy Blue. Albumet nominerades till Årets album och Årets alternativa pop vid Grammisgalan 2020. År 2021 släpptes Klangs tredje fullängdsalbum Virgo och vid Grammisgalan 2022 vann hon återigen pris i kategorin Årets alternativa pop och var även nominerad till Årets album. Klang har genom åren fortsatt att arbeta med parhästen Kevin Andersson.
År 2022 släppte hon singeln "Lost you for a while" tillsammans med Deportees.
Hon har beskrivit sin musik som pop med influenser av americana och country.
Vid sidan av musiken har hon arbetat på sin fars smörrebrödsrestaurang. Sarah Klang är sambo och har ett barn fött 2021.

## Utmärkelser
- 2019 –  Sten A. Olssons kulturstipendium[11]
- 2019 – Årets alternativa pop för Love in the Milky Way vid Grammisgalan 2019
- 2021 – Ulla Billquist-stipendiet[12]
- 2022 – Årets alternativa pop för Virgo vid Grammisgalan 2022

## Diskografi

### Singlar
- 2016 – "Sleep"
- 2017 – "Strangers"
- 2017 – "Left Me on Fire"
- 2017 – "Lover"
- 2018 – "Mind"
- 2019 – "Call Me"

### Album
- 2018 – Love in the Milky Way
- 2019 – Creamy Blue
- 2021 – Virgo
- 2023 – Mercedes
- 2025 – Beautiful Woman